# Adlbruck

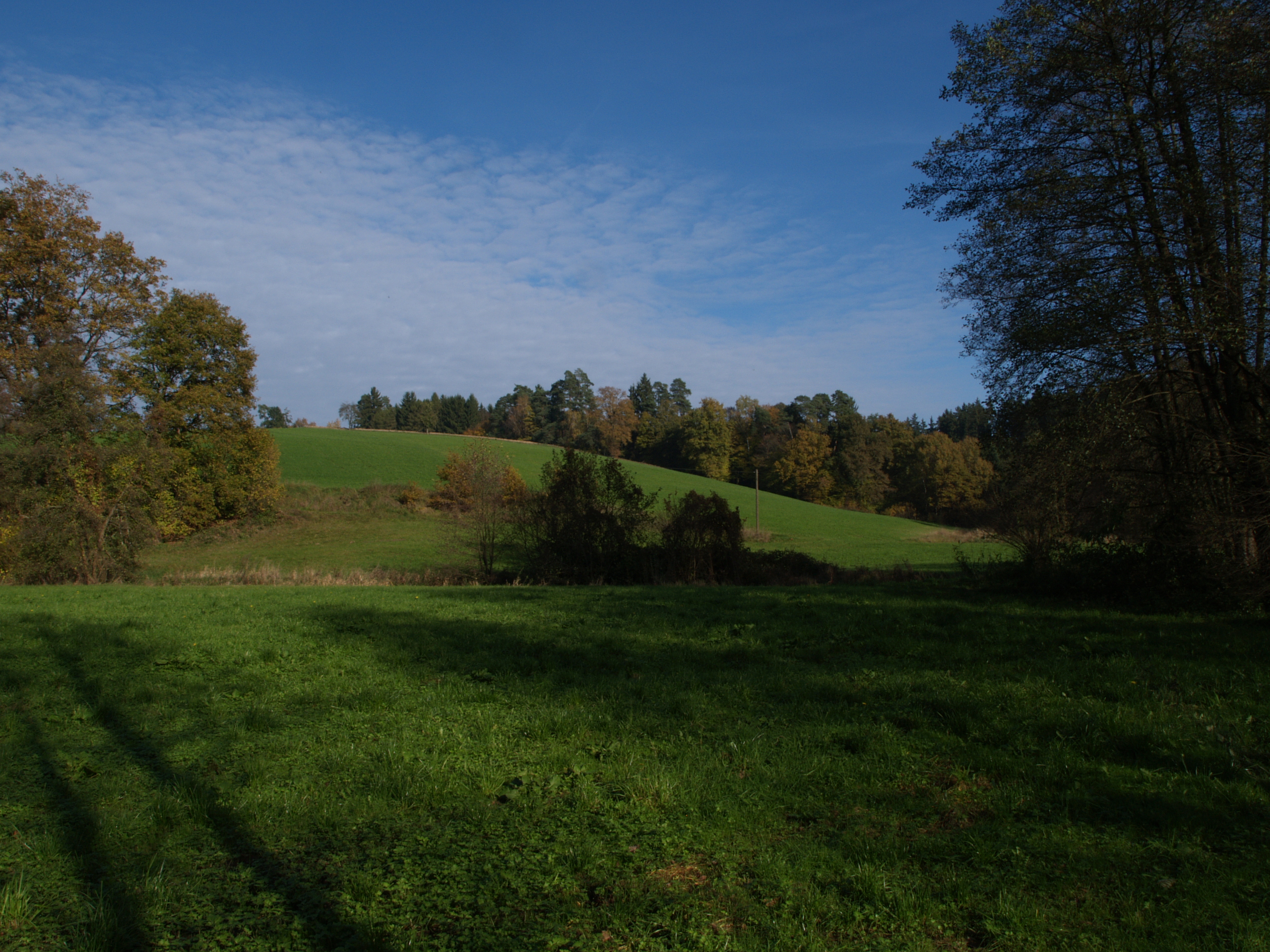
Lage der Wüstung Adlbruck:
in der linken Bildhälfte oberhalb des Feldwegs

Die Einöde Adlbruck (auch Adelbruck) war ein früherer Ortsteil von Ascha links der Kinsach zwischen Au und Hörmannsberg im Mündungswinkel zwischen Höllbach und Kinsach. Sie lag auf einer Meereshöhe von 341 Metern.

## Geschichte
In der Beschreibung des Joseph von Hazzi aus dem Jahr 1805 wird für Adlbruck ein Haus mit einer Herdstelle verzeichnet. Eine Kartendarstellung aus der Zeit um 1829 zeigt die Lage des Orts und stellt ausschließlich ein Wohngebäude dar. Ebenso in der Uraufnahme aus der Zeit zwischen 1808 und 1864. Die Geographische Matrikel des Bißthums Regensburg von 1813 bezeichnet den Ort als zur Pfarrei Parkstetten gehörig. Das Repertorium zum topographischen Atlasblatt 49 aus dem Jahr 1829 beschreibt die Einöde als zu Wiesenzell gehörig, was auch zur Hausnummer (43b) von Adlbruck passt, da Wiesenzell die Hausnummer 43 hatte. Im topogeographischen Lexicon von 1831 ist die Schreibweise Adelbruck und es werden fünf Einwohner verzeichnet, die zur Pfarrei Parkstetten gehören. In der Matrikel von 1838 gehört Adlbruck zur Pfarrei Ascha und zählt drei Seelen. Für 1861 werden sechs Einwohner und ein Gebäude angegeben, in den Volkszählungsdaten von 1871 für Ascha wird Adlbruck als Einöde mit zwei Einwohnern und einem Gebäude und einem Rind aufgeführt, zugehörig zur kath. Pfarrei, Schule und Post in Ascha, die Volkszählung 1875 registriert 2 Einwohner. Im Ortschaften-Verzeichnis der nachfolgenden Volkszählung vom 1. Dezember 1885 taucht die Einöde nicht mehr auf.

### Einwohnerentwicklung
| Jahr                   | 1805 | 1831 | 1838 | 1860 | 1861 | 1871 | 1875 |
| ---------------------- | ---- | ---- | ---- | ---- | ---- | ---- | ---- |
| Einwohner in Adelbruck |      | 5    | 3    | 7    | 6    | 2    | 2    |
| Wohngebäude            | 1    |      | 1    | 1    | 1    | 1    |      |